# Matjaž Markič
Matjaž Markič, slovenski plavalec, * 12. januar 1983, Koper.
Markič je za Slovenijo nastopil na Poletnih olimpijskih igrah 2008 v Pekingu, kjer je plaval v disciplini 100 metrov prsno. 
13. decembra 2008 je Markič na Evropskem prvenstvu v kratkih bazenih v Rijeki postal evropski prvak v disciplini 50 metrov prsno.